# Macaduma indistinctilinea
Macaduma indistinctilinea là một loài bướm đêm thuộc phân họ Arctiinae, họ Erebidae.